# Сражение при Шаркёе
Сражение при Шаркёе (тур. Şarköy) — бои между болгарскими и османскими войсками во время Первой Балканской войны, произошедшие 8—10 февраля (26—28 января по старому стилю) 1913 года у города Шаркёй, на северном берегу Мраморного моря.
29 января 1913 года в Османской империи был совершен государственный переворот, возглавленный младотурецким лидером Энвер-пашой. Через пять дней (3 февраля) новое правительство возобновило боевые действия против стран Балканского союза. Османские войска начинают наступление из Галлиполи на болгарские позиции в Булаире, чтобы затем попытаться выйти к осажденному Адрианополю. Успеху этой операции должен был способствовать десант с моря в Шаркёе в тыл болгарской 7-й Рильской пехотной дивизии.
7 февраля 10-й османский корпус (15 тыс.) был посажен на 32 транспортных корабля в Сан-Стефано, у Константинополя, и ряде других портов. К месту высадки турки подошли под прикрытием эскадры из трех броненосных крейсеров и нескольких более мелких судов. Высадку планировалось начать в 7 часов утра 8 февраля одновременно с наступлением на Булаир.
Однако высадка войск началась только в 13 часов дня, в 3 км западнее Шаркёя, на участке побережья, не охраняемом болгарскими войсками. Османские части продвинулись на восток и север и у города встретили две роты македонско-одринского ополчения. Несмотря на численное превосходство турок, ополченцам удалось удержать Шаркёй до вечера, после чего они организованно отступили.
К этому времени стало ясно, что османское наступление из Галлиполи было сорвано в сражении при Булере. Удерживать захваченный Шаркёй стало бессмысленно, но Энвер-паша настоял на продолжении высадки десанта, несмотря на плохую погоду.
Новые османские войска высадились 9 февраля. Болгарское командование перебросило в район боевых действий основные части македонско-одринского ополчения (командующий генерал-майор Никола Женев), 2-ю бригаду 2-й пехотной Фракийской дивизии и 50-й пехотный полк.
10 февраля болгарские войска начали контрнаступление и прижали турок к побережью Мраморного моря. Под шквальным огнем болгарской артиллерии 10-й корпус снова погрузили на корабли и перебросили в Галлиполи.
В результате этой неудачи помочь Адрианополю из Галлиполи стало невозможно. Наступление турок в направлении осажденного города 16—19 марта 1913 года во время Второй битвы при Чаталдже также не увенчались успехом, и 26 марта 1913 года он капитулировал.